# Carnide (Pombal)
Carnide ist eine Gemeinde (Freguesia) im portugiesischen Kreis Pombal. In ihr leben 1622 Einwohner (Stand 19. April 2021).